# حصار سيفاستوبول (1854-1855)

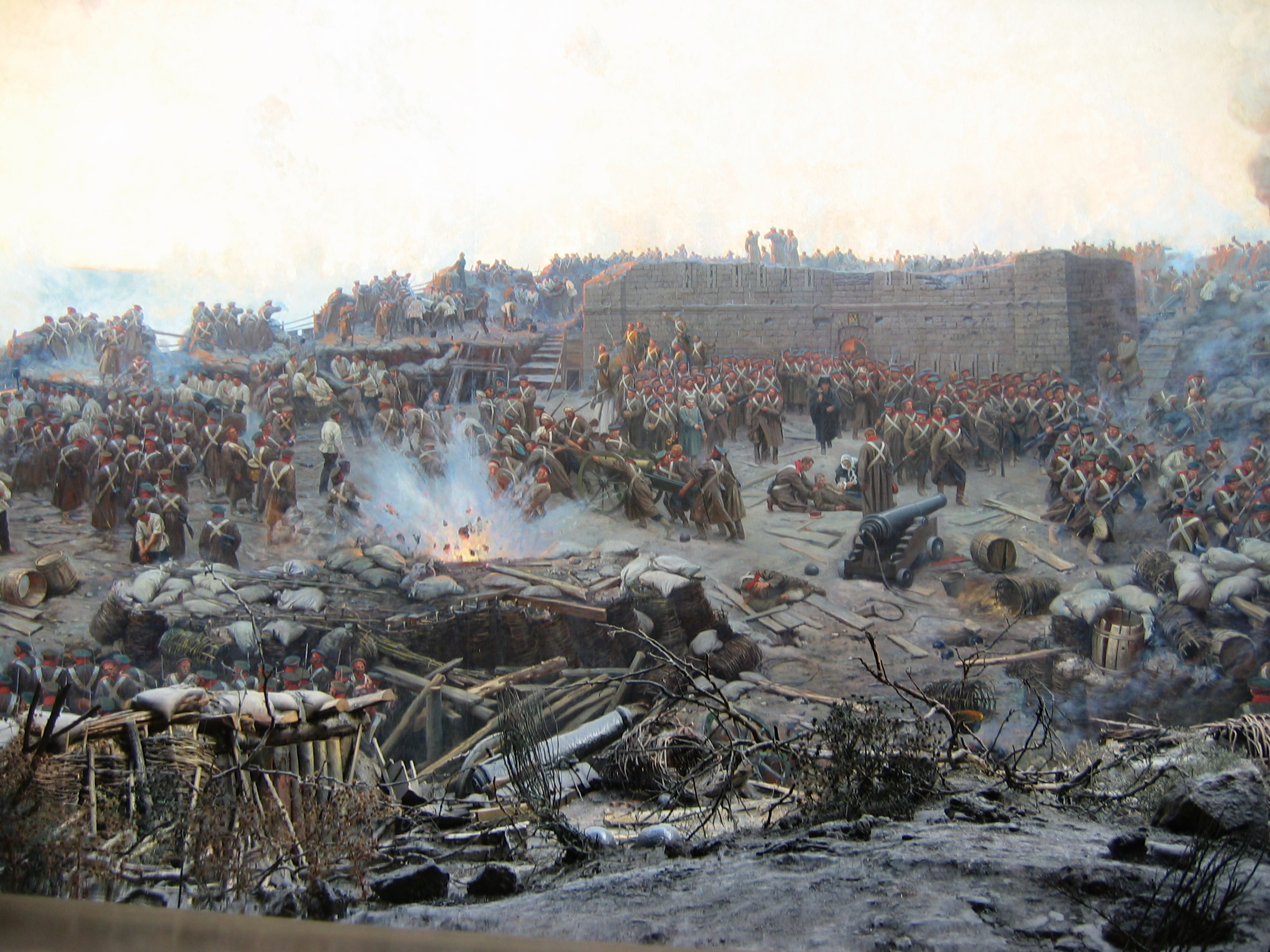
لوحة "حصار سيفاستوبول" للفنان الروسي فرانتس روبود

حصار سيفاستوبول (بالتركية الحديثة: Sivastopol Kuşatması، وبالروسية: Оборона Севастополя) هو حصار وقع أثناء حرب القرم، في الفترة من سبتمبر 1854 إلى سبتمبر 1855.
بعد أن تقرر نقل ميدان القتال إلى القرم، عسكرت جيوش الدول المتحالفة (الدولة العثمانية وفرنسا وبريطانيا) في إيفباتوريا (كوزلوه) في 14 سبتمبر 1854، عازمين على التوجه إلى سيفاستوبول ـ عاصمة شبه جزيرة القرم ـ بغرض محاصرتها بقوة قدرها 50 ألف جندي. كانت أهمية سيفاستوبول تكمن في كونها مقر أسطول البحر الأسود القيصري، الذي كان يهدد منطقة البحر المتوسط.
غير أن قطع المسافة بين إيفباتوريا وسيفاستوبول (وتبلغ 56 كيلومترًا) استغرق عامًا كاملًا من القتال ضد الجيش القيصري الروسي، ووقعت دون ذلك عدة معارك كبرى، منها معركة ألما (سبتمبر 1854) ومعركة إنكرمان (نوفمبر 1854) ومعركة تشيرنايا (أغسطس 1855) ومعركة ريدان (سبتمبر 1855) وأخيرًا معركة سيفاستوبول (سبتمبر 1855). وقد شاركت بحرية الدول المتحالفة في الحصار بقصف المدينة بالقنابل ست مرات (في 17 أكتوبر 1854، وفي 9 أبريل و6 يونيو و17 يونيو و17 أغسطس و5 سبتمبر 1855).
وقد كان هذا الحصار ذروة الصراع الدائر حول ذلك الميناء الروسي الإستراتيجي، ومثّل الحلقة الأخيرة في حرب القرم.
اهتمت الأدبيات الفيكتورية بتخليد ذكرى هذه المعركة، وكان ذلك الحصار موضوع المجموعة القصصية «قصص سيفاستوبول» للكاتب الروسي ليو تولستوي، الذي كان جنديًا في سيفاستوبول إبان الحصار، كما كان موضوع أول فيلم روسي طويل «الدفاع عن سيفاستوبول» (1911). كما اشتهرت معركة بالاكلافا في الغرب بعد قصيدة ألفريد تنيسون «هجوم اللواء الخفيف» (بالإنجليزية: The Charge of the Light Brigade)‏ ولوحة روبرت غب «الخط الأحمر الرفيع»، إلى جانب لوحة الفنان الروسي فرانتس روبود البانورامية عن الحصار. وقد قامت على علاج مصابي هذه المعارك الممرضتان الإنجليزيتان ماري سيكول وفلورنس نايتينجيل.